# Czapury
Czapury – wieś w Polsce położona w województwie wielkopolskim, w powiecie poznańskim, w gminie Mosina.

## Położenie
Wieś położona na południe od Starołęki, prawobrzeżnej części Poznania. Położona wzdłuż rzeki Warty, do której prawobrzeżnie wpływa rzeka Kopel.

## Obiekty
W Czapurach funkcjonuje parafia rzymskokatolicka pod wezwaniem św. Augustyna. Znajduje się tu Szkoła Podstawowa im. Arkadego Fiedlera. Właściwy dla wsi sąd to Sąd Rejonowy w Śremie.

## Historia
Najstarsze wiadomości o osadzie pochodzą z końca XIV stulecia i zostały sporządzone z okazji licznych procesów granicznych, które toczyli jej właściciele z biskupami poznańskimi. Czapury były wówczas własnością szlachecką, a w pierwszej połowie XV wieku przeszły w ręce konwentu karmelitów trzewiczkowych przy kościele Bożego Ciała w Poznaniu. Do klasztoru Czapury należały aż do okresu rozbiorów. Zapiski z XVI wieku wspominają osadę jako wieś opustoszałą.
Około 1387 roku do wsi należał i był z nią gospodarczo powiązany Młyn Czapury. Znajdował się prawdopodobnie nad wpadającym tu do Warty Koplem. W 1519 roku istniał też drugi młyn, zwany Topolnikiem. Był to obiekt jednokołowy. Młyn wraz z mostem (nie odbudowano) został wysadzony w 1939 roku przez wojsko polskie, aby utrudnić atak wojsk niemieckich na Poznań od południa. Wieś położona była w 1580 roku w powiecie poznańskim województwa poznańskiego. 
22 stycznia 1945 roku pod Czapurami nastąpiło forsowanie pokrytej lodem Warty. Batalion czołgów radzieckich utworzył na zachodnim brzegu Warty przyczółek ułatwiający oddziałom Armii Czerwonej oskrzydlenie Poznania od strony południowej. Wydarzenia te upamiętnia pamiątkowy obelisk wznoszący się przed szkołą w Czapurach, odsłonięty w dniu 9 maja 1975 roku.
W latach 1954–1959 wieś należała i była siedzibą władz gromady Czapury, po przeniesieniu siedziby gromady i zmianie jej nazwy w gromadzie Babki. W latach 1975–1998 miejscowość administracyjnie należała do województwa poznańskiego.

## Obiekty
We wsi zachowała się architektura bamberska (w tym okazały Dom Heigelmannów) i kapliczka przydrożna, którą rozebrali Niemcy w 1941 roku. Pierwotna kaplica została wzniesiona w 1871 roku, a obecną odremontowano w 1947 roku.

## Komunikacja
Przez Czapury jeździ autobus ZTM Poznań linii 527.